# 高岡村 (愛知県西加茂郡)
高岡村（たかおかむら）は、愛知県西加茂郡にかつて存在した村。
現在の豊田市の一部（上渡合町・折平町・北曽木町・石畳町・西市野々町・白川町・大岩町・三箇町・木瀬町など）に該当する。

## 歴史
- 1889年（明治22年）10月1日 - 上渡合村、折平村、北曽木村、石畳村、西市野々村、白川村、大岩村、三箇村、木瀬村が合併し、高岡村が発足。
- 1906年（明治39年）4月1日 - 藤河村、富貴下村の一部（上川口・下川口）と合併し、藤岡村発足。同日高岡村廃止。